# Frederik Anton Thiele
Frederik Anton Thiele (født 20. juli 1793 i København, død 29. juli 1859 samme sted) var en dansk instrumentmager, der grundlagde virksomheden F.A. Thiele A/S, der senere er kendt som optikerkæden Thiele.
Virksomheden blev 21. marts 1817 efter at Frederik VI gav grundlæggeren Frederik Anton Thiele tilladelse til at "forfærdige og udsælge samtlige til Astronomien, Matematikken, Chymien, Physikken, Optikken. Mineralogien og Mekanikken henhørende Instrumenter og Redskaber."
Han giftede sig med Ane Johanne Marie Jacobsen (1810-1891) og blev far til landskabsmaleren Anton Thiele.